# Xeniaria bicornis
Xeniaria bicornis – gatunek skorków z podrzędu Neodermaptera i rodziny Arixeniidae.
Gatunek ten opisany został w 1974 roku przez T.C. Maa na podstawie dorosłego samca i larw, odłowionych w 1923 i 1964 roku. Epitet gatunkowy bicornis oznacza „dwurogi” i nawiązuje do pary wyrostków na metapygidium.
Skorki te mają umiarkowanie spłaszczone ciało, u dorosłych osiągające 15 mm długości. Długość ciała u zmierzonych larw I stadium wynosi 8 mm, II stadium 8,5 mm, III stadium 11 mm, a IV stadium 13,5 mm. Stosunkowo krótka głowa wyposażona jest bardzo małe oczy, u samców eliptyczne. Czułki dorosłych buduje 14 członów, z których trzeci jest u samców krótszy niż piąty. Długość czułków jest mniejsza niż u X. jacobsoni. Samiec ma głaszczki szczękowe o członie czwartym dłuższym od piątego, a głaszczki wargowe krótsze i grubsze niż u X. jacobsoni. Śródpiersie u dorosłych ma 3,8 mm szerokości. Dziewiąty sternit odwłoka samca jest tak długi jak manubrium. Dorosłe samce mają metapygidium o tylnej krawędzi wyposażonej w parę silnych, trójkątnych wyrostków, a pygidium na tylnej krawędzi równomiernie wklęśnięte. Larwy I i II stadium mają na spodzie nasadowej części pygidium około 12 silnych szczecin w dwóch nieregularnych rządkach, a III i IV stadium szczyt pygidium nieodgięty ku górze. Narządy rozrodcze samca cechują się najbardziej nasadowym spośród sklerytów endofallicznych o silnie piłkowanej krawędzi grzbietowej, a drugim z nich o rozwidlonym wierzchołku.
Przedstawiciele rodzaju są związani z nietoperzami, głównie z bezwłosym naguskiem obrożnym (Cheiromeles torquatus), a sporadycznie z moloskiem pomarszczonym (Tadarida plicata). Spotykani są wyłącznie w jaskiniach i dziuplach, zasiedlonych przez te nietoperze oraz na ich ciele. Większość czasu skorki te spędzają na guanie zalegającym na ścianach i stropach grzęd nietoperzy, żerując na odżywiających się guanem stawonogach. Na ciała gospodarzy wchodzą prawdopodobnie celem pożywiania się na ich wydzielinach, choć samego żerowania nigdy nie zaobserwowano.
Owady te zamieszkują filipińską wyspę Mindanao w południowo-wschodniej części krainy orientalnej.